# Gursken kirke
Gursken kirke ligger i Gursken sogn i Sande kommun i Møre og Romsdal fylke i Norge. Vid kyrkans södra sida finns en kyrkogård.

## Kyrkobyggnaden
Kyrkan är uppförd åren 1918-1919 efter ritningar av arkitekt Eduard Carlén. 5 november 1919 invigdes kyrkan.
Träkyrkan består av ett rektangulärt långhus. Vid västra kortsidan finns ett kyrktorn med ingång. Vid östra kortsidan finns ett smalare polygonalt kor som flankeras av sakristior. Ytterväggarna är klädda med liggande vitmålad panel. I kyrkan finns 270 sittplatser.

## Inventarier
- Vid korets högra sida finns predikstolen som har ingång från sakristian.
- Altartavlan är målad av Karl Straume och Arne Kinsarvik. Den skildrar Jesu himmelsfärd. Texten under tavlan lyder: "Og han løftet sine Hender opp og velsignet dem" (Lukas 24:50).
- Dopfunten är snidad i trä och är från 1919.
- Kyrkklockan är gjuten 1919 av Bochumer Verein.
- Orgeln är tillverkad år 1964 av Vestre orgelfabrikk.